# Madonna mit Kind (Boissy-l’Aillerie)

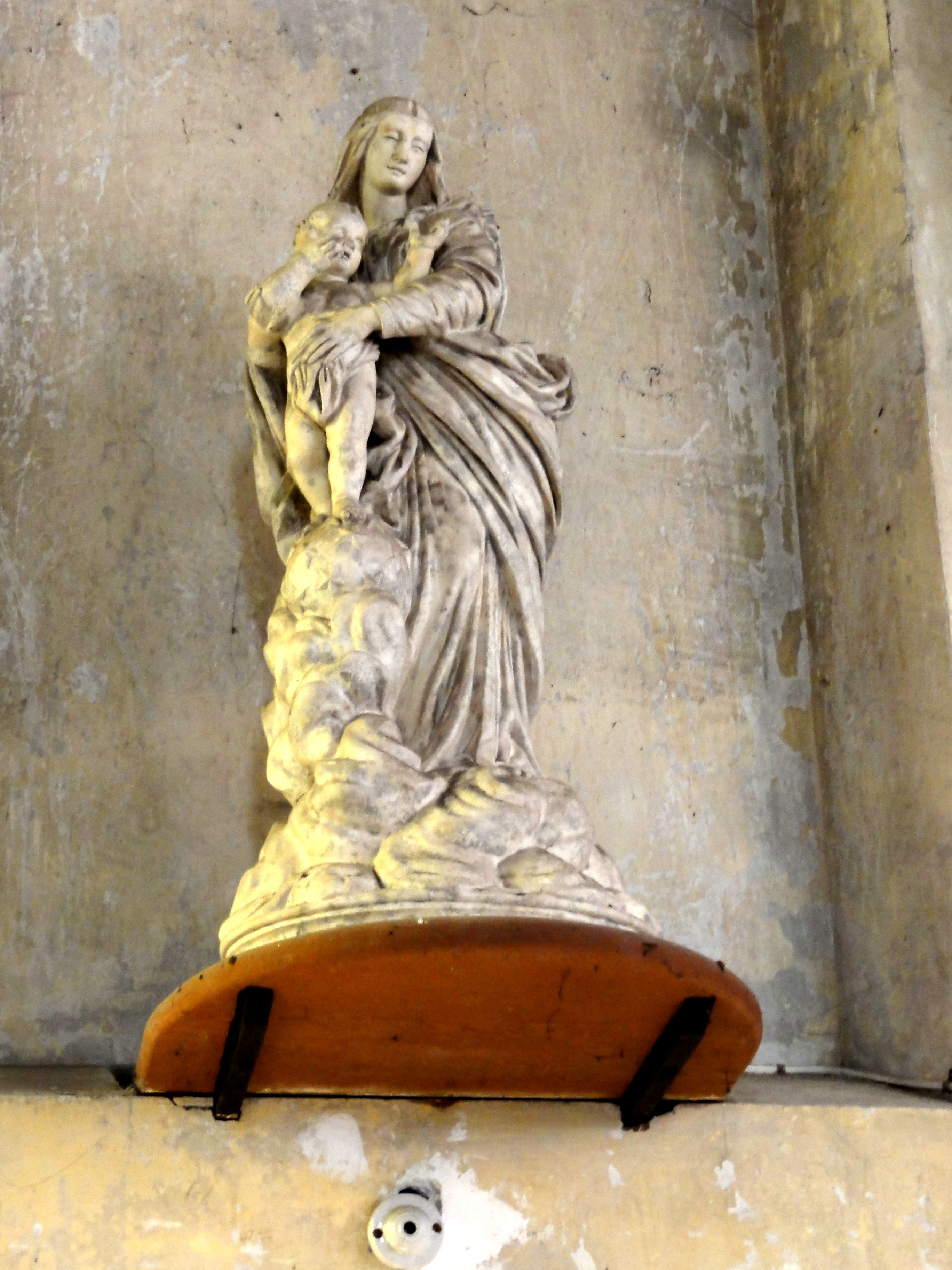
Madonna mit Kind in Boissy-l’Aillerie

Die Skulptur Madonna mit Kind in der Pfarrkirche St-André in Boissy-l’Aillerie, einer französischen Gemeinde im Département Val-d’Oise in der Region Île-de-France, wurde in der zweiten Hälfte des 16. Jahrhunderts geschaffen. Im Jahr 1907 wurde die barocke Skulptur als Monument historique in die Liste der denkmalgeschützten Objekte (Base Palissy) in Frankreich aufgenommen.
Die 1,80 Meter hohe Skulptur aus Stein weist noch Reste einer Bemalung auf. An einigen Stellen ist die Oberfläche des Steines aufgeplatzt. Die seit der Revolution fehlende linke Hand von Maria und die rechte Hand des Jesuskindes wurden in den letzten Jahren ergänzt.
Das Kind, das auf einem Sockel steht, wird von Maria gehalten, die in die andere Richtung blickt.